# Nicolae Dabija
Nicolae Dabija (Codreni, 15 luglio 1948 – Chișinău, 12 marzo 2021) è stato un poeta, scrittore e politico moldavo.

## Biografia
Nipote dell’archimandrita Serafim Dabija, sacerdote romeno deportato nei gulag nel 1947, Nicolae Dabija si iscrisse alla Facoltà di Giornalismo presso l’Università Statale della Moldavia, da cui, però, venne espulso per attività pro-romena e antisovietica. Riprese gli studi nel 1970 per laurearsi due anni dopo in Filologia.
Nel 1975 pubblicò il suo primo libro di poesie Ochiul al treilea a cui seguirono nel corso degli anni altre sillogi poetiche, di cui alcune pubblicate anche in italiano in forma antologica.
Nel 1986 divenne direttore della rivista Literatura și Arta, pubblicazione dell’Unione degli Scrittori della Repubblica Moldova. Sotto la sua direzione la rivista si fece portabandiera del movimento per il ritorno dei caratteri latini nella lingua rumena e della sua proclamazione come lingua ufficiale dello Stato.
Nel frattempo portò avanti anche l’impegno politico. Venne eletto sia all’ultimo Parlamento dell’URSS (1989-1991) che al Parlamento della Repubblica Moldava per due mandati (1990-1994, 1998-2001), contribuendo a far approvare leggi storiche quali la Dichiarazione di indipendenza della Repubblica di Moldova, l’adozione del tricolore e l’inno di Stato. Autore riconosciuto della rinascita nazionale della Bessarabia, è stato considerato da Michail Gorbačëv un leale sostenitore della perestrojka e un uomo che si è battuto per la democratizzazione del suo Paese.
Nel 2003 fu annoverato come onorario dell’Accademia rumena.
Nel 2009 pubblicò il romanzo Tema pentru acasă che riscosse un enorme successo e venne tradotto in diverse lingue, tra cui anche italiano con il titolo Compito per domani, dall'Editore Graphe.it di Perugia.
Nel 2013 divenne membro corrispondente dell’Accademia di Scienze della Repubblica Moldova.
Nel 2016 divenne presidente del Movimento Sfatul Țării-2, associazione non-governativa che ha come obiettivo la riunificazione dei popoli romeni. Nello stesso anno venne annoverato tra i membri dell’Accademia Mongola di Cultura e Poesia, mentre l’anno successivo entrò a far parte del consiglio della International Writers Associations Pjetër Bogdani come vicepresidente.
È morto nel 2021 per complicazioni da COVID-19. La presidente della Moldavia Maia Sandu ha proclamato il giorno delle sue esequie, il 15 marzo, lutto nazionale.

## Premi e onorificenze
1988
- Premio di Stato della Repubblica Moldova per la letteratura e l’arte[17].

1996
- Cavaliere dell’Ordine della Repubblica Moldova[18].

2010
- Premio dell’Accademia Internazionale Mihai Eminescu per il miglior libro di narrativa al romanzo Compito per domani[19].

2011
- Dottore Honoris Causa dell’Università Tecnica della Moldavia per i suoi alti contributi nella valorizzazione e diffusione della cultura nazionale[20].

- Premio Nazionale letterario per la sua intera opera letteraria conferito dal Primo Ministro Vladimir Filat[21].

2013
- Premio per la Cultura Italia 2013 conferito dalla Camera di Commercio e Industria Moldo-Italiana con il patrocinio dell'Ambasciata d'Italia nella Repubblica Moldova e del Comune di Chișinău[22].

2014
- Grand’Ufficiale dell’Ordine al Merito della cultura conferito dal Presidente della Repubblica di Romania «per la promozione della cultura, della lingua e della spiritualità romena»[23].
- Premio Internazionale Trieste Poesia[7].

2016
- Laurea Honoris Causa da parte dell’Università di Oradea (Romania)[24].
- Prix de l’Autre Edition, Parigi (Francia) per il romanzo Compito per domani[25].

2017
- Laurea Honoris Causa da parte dell’Università Constantin Brâncuși di Târgu Jiu (Romania)[26].
- Premio Internacional Dulce María Loynaz, Festival Internazionale di Poesia di L’Avana (Cuba)[27].

## Opere pubblicate in italiano
- La Musa nuova (in collaborazione con Ion Hadarca), a cura e con fotografie di Amedeo Carrocci, Socogen, [S.l.] 2007.
- Poesia e amore, traduzione di Varvara-Valentina Corcodel, presentazione di Francesco Baldassi, Tabula Fati, Chieti 2013 ISBN 9788874753109.
- Diritto all’errore. Antologia poetica, a cura di Gaetano Longo, traduzione dal rumeno di Varvara-Valentina Corcodel, Franco Puzzo, Trieste 2014 ISBN 9788888475523.
- Compito per domani, traduzione di Olga Irimciuc, Graphe.it edizioni, Perugia 2018, ISBN 9788893720489.